# Ocotea bijuga
Ocotea bijuga är en lagerväxtart som först beskrevs av Christen Friis Rottbøll, och fick sitt nu gällande namn av Luciano Bernardi. Ocotea bijuga ingår i släktet Ocotea och familjen lagerväxter. Inga underarter finns listade i Catalogue of Life.